# Lanarkite
La lanarkite è un minerale.